# Tokyo Skytree

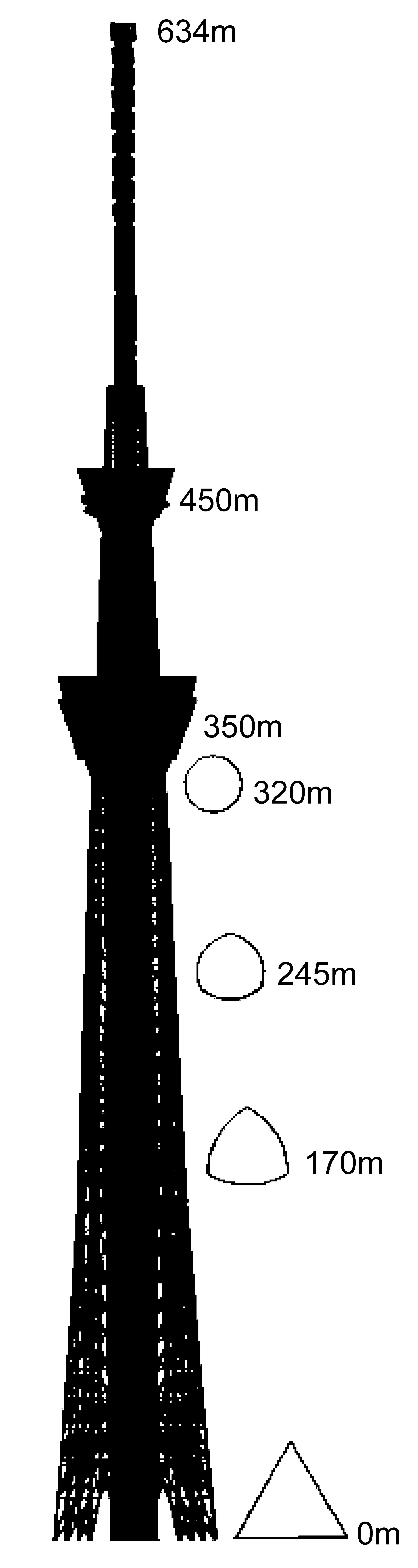
Skiss över tornet.

Tokyo Skytree är ett TV-torn i Sumida, Tokyo, Japan. Tornet är världens näst högsta byggnadskonstruktion (efter Burj Khalifa) samt Japans högsta, med en höjd på 634 meter. Konstruktionen påbörjades den 14 juli 2008 och stod färdig i mars 2011. Tokyo Skytree öppnades offentligt den 22 maj 2012.
Det är i första hand byggt för radiokommunikation som tar över funktionen som den viktigaste punkten för utsändningar i Tokyo efter det 333 m höga Tokyo Tower vars höjd inte räcker eftersom den omgivande bebyggelsen vuxit sig högre och skuggar signalerna. Kommunikationsföretag i Tokyo kom fram till att man behövde ett nytt minst 600 m högt torn. Den exakta höjden valdes delvis för att sifferkombinationen 6 (mu), 3 (sa) och 4 (shi) kan uttalas Musashi, som är ett tidigare namn på det distrikt där det står.
Tornet är uppfört som två delar med en inre konstruktion och ett yttre stålskelett. De sitter ihop upp till 125 m höjd och är därifrån upp till 375 m höjd sammanlänkade med oljefyllda stötdämpare som ska ta upp en stor del av energin vid jordbävningar.